# جشنواره عقاب طلایی
جشنواره عقاب طلایی (به مغولی: Бүргэдийн наадам) -که گاهی جشنواره عقاب نیز نامیده می‌شود- یک رویداد سنتی سالانه است که در شهر بایان-اوگلی (به مغولی: Баян-Өлгий) مغولستان برگزار می‌شود. این شهر در بخش غربی مغولستان واقع است که قزاق‌ها در آن به عنوان اقلیت قومی حضور دارند.  سرعت، دقت، بهترین لباس سنتی و نیز مواردی دیگر، معیارهای انتخاب افراد برتر در این جشنواره هستند.
در این جشنواره، شکارچیان قزاق عقاب (که بورکیتچی نامیده می‌شوند) میراث تاریخی خود را گرامی داشته و با هم برای گرفتن حیوانات کوچکی نظیر روباه یا جانوران دیگر به رقابت می‌پردازند. این کار معمولاً با استفاده از عقاب‌های طلایی آموزش‌دیده صورت می‌گیرد.
این جشنواره طی اولین آخر هفته در اکتبر صورت می‌گیرد و اتحادیه شکارچیان عقاب مغولستان نیز مجری آن است. این رویداد در فضای باز اجرا می‌شود. همچنین بخش‌های متنوعی نظیر برنامه افتتاحیه، رژه، نمایشگاه‌های فرهنگی و نیز عرضه صنایع دستی از دیگر بخش‌های جانبی این جشنواره است که در داخل شهر اوگلی برگزار می‌شود. در رژه افتتاحیه، قزاق‌های شرکت‌کننده در رقابت، با لباس‌های سنتی و در حالی که عقاب آموزش‌دیده خود را در دست دارند، سوار بر اسب در مسیرهای مشخص شده حرکت می‌کنند. رقابت‌های این جشنواره هم در بیرون از شهر صورت می‌گیرد. علاوه بر مسابقه شکار، رقابت‌های دیگری نظیر اسب‌سواری، تیراندازی با کمان و نیز مبارزه سوار بر اسب نیز صورت می‌گیرد.
گفتنی است در مستند «شکارچی عقاب» (The Eagle Huntress) که در سال ۲۰۱۶ ساخته شد، این جشنواره به تصویر کشیده شده‌است. در این مستند، یک دختر ۱۳ ساله قزاق توانست به عنوان اولین زن وارد این رقابت شده و البته در آن برنده شود.
یک جشنواره مشابه دیگر نیز البته در ابعادی کوچک‌تر در مغولستان اجرا می‌شود که جشنواره عقاب آلتای قزاق نام دارد. این جشنواره در آخرین هفته سپتامبر در نزدیکی روستای ساگسای برگزار می‌شود. الگوی برگزاری جشنواره عقاب آلتای قزاق مشابه جشنواره عقاب طلایی است و در آن حدود ۴۰ شکارچی عقاب به رقابت می‌پردازند. جشنواره عقاب آلتای قزاق اولین بار در سال ۲۰۰۳ برگزار شد.